# 동네의 영웅
《동네의 영웅》은 2016년 1월 23일부터 2016년 3월 20일까지 OCN에서 방영된 드라마이다.

## 줄거리
중앙정보국 특수요원 백시윤은 절친한 동생 박진우와 연인 김서안와 마카오에서 임무수행을 하던중 위기를 겪는다. 당장 작전을 중지하고 현장에서 철수하라는 돌발지시가 내려오는가 하면 미끼역할이었던 서안이 타깃에세 노출된 것이다. 사실 타깃은 일찍부터 서안이 요원이란걸 알고 있었던것이다. 게다가 시윤과 진우가 타고있던 차는 트럭과 충돌했고 두사람은 기절한다.
깨어났을땐 세명 모두 적들에게 사로잡혀 있었고 진우가 무작정 몸을 날렸다 시윤과 서안의 눈앞에서 무참히 살해당했다. 이후 시윤은 명령불복종죄로 3년형을 선고받고 교도소에 수감되면서 서안하고도 헤어지게 된다. 출소한 그는 인생을 망친 어둠의 세력에게 복수를 다짐하며 중앙정보국 요원들이 힐링을 위해 찾는다는 술집 'Bar 이웃'을 인수하고 가게를 찾아오는 손님들과 엮이기 시작한다.
체격은 되지만 머리가 따라주지 않아 필기시험부터 떨어지는 경찰지망생 최찬규, 'Bar 이웃'에서 서빙 아르바이트를 하는 시나리오 작가지망생 배정연, 아내와 세 아이들까지 하루도 돈걱정이 떠날 날이 없는 생계형 형사 임태호, 사업을 위해 'Bar 이웃'이 속한 문화거리를 재개발시키려는 사업가 윤성민. 그들은 알게 모르게 시윤과 얽혀가고 있었다.

## 등장 인물

### 주요 인물
- 박시후 : 백시윤 역
- 조성하 : 임태호 역
- 이수혁 : 최찬규 역
- 권유리 : 배정연 역
- 윤태영 : 윤상민 역
- 정만식 : 정수혁 역

### 백시윤의 주변 인물
- 송재호 : 황사장 역
- 박순천 : 주희씨 역
- 최윤소 : 김서안 역
- 지일주 : 장진우 역 (특별출연)
- 강경헌 : 강리수 역

### 임태호의 주변 인물
- 진경 : 선영 역
- 유혜인 : 임수빈 역
- 류한비 : 임다빈 역
- 이현빈 : 임유빈 역
- 이순원 : 한준희 역

### 최찬규의 주변 인물
- 지소연 : 서예준 역

### 배정연의 주변 인물
- 김보미 : 소미 역

### 윤상민의 주변 인물
- 이철민 : 조봉철 역
- 김종석 : 감자 역
- 박건 : 고구마 역

### 정수혁의 주변 인물
- 안석환 : 박선후 역

### 그 외
- 연운경 : 진우 어머니 역
- 이한위 : 송정민 역
- 최덕문 : 민부장 역
- 고인범 : 박기호 역
- 카토 마사야 : 브리머 역
- 차순배 : 홍규만 역
- 한정훈 : 한결 역
- 안준우 : 정기철 역
- 민상우 : 김상균 역
- 손영순
- 김용운 : 박대만 이사 역
- 김혁
- 조윤경 : 조대리 역
- 김지향 : 임선주 역
- 노승진 : 주일문 역
- 오대환 : 강문수 역
- 최병모
- 남명렬 : 장명준 역
- 구혜령
- 김희창
- 김익태
- 유인혁
- 윤다영 : 요원 역
- 염혜란
- 조재룡
- 백승희
- 배성종 : 성대리 역
- 이원진 : 쉐프 역
- 조성준 : 민기 역
- 김욱 : 제철 역
- 이슬기

### 특별출연
- 강남길 : 서준석 역
- 이해우

## 시청률
최저 시청률과 최고 시청률은 시청률 조사회사와 지역별로 시청률에 차이가 있을 수 있습니다.
| 2016년 | 2016년   | 2016년          | 2016년      |
| 회차   | 방송일자 | AGB 닐슨 시청률 | TNMS 시청률 |
| ------ | -------- | --------------- | ----------- |
| 1화    | 1월 23일 | 1.0%            | 1.4%        |
| 2화    | 1월 24일 | 1.4%            | 1.2%        |
| 3화    | 1월 30일 | 1.1%            | -           |
| 4화    | 1월 31일 | 1.4%            | 1.2%        |
| 5화    | 2월 13일 | 1.4%            | 1.2%        |
| 6화    | 2월 14일 | 1.8%            | 1.2%        |
| 7화    | 2월 20일 | 1.1%            | 0.8%        |
| 8화    | 2월 21일 | 1.0%            | 1.1%        |
| 9화    | 2월 27일 | 0.9%            | 0.7%        |
| 10화   | 2월 28일 | 1.4%            | 1.1%        |
| 11화   | 3월 5일  | -               | 0.9%        |
| 12화   | 3월 6일  | 0.8%            | 0.9%        |
| 13화   | 3월 12일 | 0.9%            | 1.0%        |
| 14화   | 3월 13일 | 0.9%            | 1.0%        |
| 15화   | 3월 19일 | 1.0%            | 0.9%        |
| 16화   | 3월 20일 | 1.7%            | 0.9%        |